# Jānis Pujats
Jānis Pujats (ur. 14 listopada 1930 w Nautrēni w Łatgalii) – łotewski duchowny rzymskokatolicki, doktor nauk teologicznych, arcybiskup metropolita ryski i prymas Łotwy w latach 1991–2010, przewodniczący Konferencji Biskupów Łotwy w latach 1998–2010, kardynał prezbiter od 2001 (od 1998 in pectore), od 2010 arcybiskup senior archidiecezji ryskiej.

## Życiorys
W 1948 ukończył gimnazjum w Rzeżycy, później studiował w Seminarium Teologicznym w Rydze w latach 1948–1951. Po jego likwidacji przez władze komunistyczne 18 stycznia 1951 arcybiskup Rygi Antonijs Springovičs podjął decyzję o potajemnym wyświęceniu wszystkich kleryków, którzy osiągnęli co najmniej trzeci rok studiów. Był w tym gronie i Pujats, który przyjął święcenia 29 marca 1951 w swojej prywatnej kaplicy. Po przywróceniu Seminarium w 1952 otrzymał tytuł doktora nauk teologicznych.
Jānis Pujats pracował następnie jako wikary w miejscowościach Zosna i Berzos, potem jako proboszcz w Rudzatu i Stirniene w Łatgalii. W 1958 osiadł w Rydze, gdzie był proboszczem kilku parafii, a od 1966 wykładał w Seminarium Teologicznym. W 1974 został inspektorem tego seminarium. Otrzymał honorowy tytuł kapelana Jego Świątobliwości (14 listopada 1972).
Od listopada 1979 do grudnia 1984 pełnił funkcję wikariusza generalnego archidiecezji Ryga, od 1981 był jednocześnie archiprezbiterem Katedry Św. Jakuba w Rydze. W latach 1984–1987 sekretarz komisji liturgicznej i wikariusz kościoła seminaryjnego Św. Franciszka w Rydze, od 1986 ponownie inspektor Seminarium Teologicznego, 1987–1991 dziekan dekanatu Ryga. W lutym 1988 otrzymał tytuł papieskiego prałata honorowego. Kierował komisją ds. wdrażania reform liturgicznych Soboru Watykańskiego II w parafiach łotewskich, opracował pierwszy mszał w języku łotewskim.
8 maja 1991 został mianowany arcybiskupem Rygi, sakry biskupiej udzielił mu 1 czerwca 1991 arcybiskup Francesco Colasuonno, przedstawiciel Stolicy Świętej w ZSRR. Brał udział w sesjach Światowego Synodu Biskupów w Watykanie, m.in. w sesjach specjalnych poświęconych Kościołowi europejskiemu w 1991 i 1999.
19 czerwca 2010 papież przyjął jego rezygnację złożoną ze względu na wiek. Jego następcą jako arcybiskup Rygi został mianowany Zbigniew Stankiewicz.
21 lutego 1998 Jan Paweł II mianował go kardynałem; początkowo była to nominacja in pectore, po jej ogłoszeniu w lutym 2001 arcybiskup Pujats został kardynałem prezbiterem i otrzymał kościół tytularny św. Sylwii w Rzymie.
Był uczestnikiem konklawe w 2005 na którym papieżem został wybrany Benedykt XVI. 14 listopada  2010 w związku z ukończeniem 80 lat utracił prawo udziału w konklawe.
W latach 1998–2010 pełnił funkcję przewodniczącego Konferencji Biskupów Łotwy.

## Odznaczenie
Postanowieniem Prezydenta RP z dnia 7 września 2005 za wybitne zasługi w rozwijaniu polsko-łotewskiej współpracy został odznaczony Krzyżem Komandorskim z Gwiazdą Orderu Zasługi Rzeczypospolitej Polskiej.